# بالینیاک
بالینیاک (به فرانسوی: Balignac) یک کمون (فرانسه) در فرانسه است که در canton of Lavit واقع شده‌است. بالینیاک ۴٫۰۹ کیلومتر مربع مساحت دارد ۲۳۶ متر بالاتر از سطح دریا واقع شده‌است.